# Нежность (песня МакSим)
«Нежность» — второй официальный сингл певицы МакSим с её дебютного альбома «Трудный возраст».

## О песне
Первоначально сингл был издан в 2004 году, но не имел особого успеха. Первая версия песни была спродюсирована в 2003 году Маратом Паритовым, работающий DJ под именем Dj AMARETA, который так же спродюсировал песню «Лолита» для первого альбома МакSим. Уже после подписания контракта МакSим и Gala Records в 2005 году песня перезаписывается на московской студии, продюсером выступил Анатолий Стельмачёнок.
Считается, что именно с этой версией песни к МакSим пришёл настоящий успех, так как композиция поставила рекорд в чарте «Золотой граммофон», пробыв на первом месте 9 недель.
24 июля 2007 года был издан сингл «Наше лето» — переработка песни «Нежность» в стиле R&B, исполненная в дуэте с рэпером Бастой, впоследствии включённая в его альбом Баста 2 и ставшая первым синглом с этого альбома. Сингл добрался до 83 позиции в радиочарте. В 2008 году МакSим и Баста исполнили песню на премии Муз-ТВ.

## Видеоклип
Видеоклип снимался в Таллине, Эстония. Режиссёром выступил Ове Мустинг, а идею клипа и сценарий придумала сама МакSим. Клип вышел на экраны 28 марта 2006 года. По состоянию на август 2021 года, видео на официальном канале певицы на YouTube набрало более 17 млн просмотров.

## Список композиций
- Радиосингл[10]

| №  | Название                | Автор(ы)                            | Длительность |
| -- | ----------------------- | ----------------------------------- | ------------ |
| 1. | «Нежность»              | Марина Максимова                    | 3:21         |
| 2. | «Нежность» (album edit) | Марина Максимова                    | 3:15         |
| 3. | «Нежность» (Remix)      | Марина Максимова                    | 3:34         |
| 4. | «Наше лето»             | Марина Максимова, Василий Вакуленко | 3:51         |

## Чарты
Первая версия песни попала в ротацию российских радиостанций в 2004 году и достигла 81 позиции в чарте. Позже была переиздана под названием «Нежность (Album edit)» и добралась до второго места в московском радиочарте и до первого места в чарте «Золотой граммофон» радиостанции «Русское радио», продержавшись на нём 9 недель.
Сингл «Наше лето» добрался до 5 места в радиочарте Латвии и в 2014 году достиг 29 строчки в радиочарте Украины.
| Страна/территория (Чарт)                          | Высшая позиция |
| ------------------------------------------------- | -------------- |
| Tophit Общий Топ-100 (Нежность)                   | 81             |
| Tophit Российский Топ-100 (Нежность)              | 302            |
| Tophit Украинский Топ-100 (Нежность)              | 189            |
| Tophit Киевский Топ-100 (Нежность)                | 253            |
| Tophit Общий Топ-100 (Нежность (album edit))      | 178            |
| Tophit Топ-100 по заявкам (Нежность (album edit)) | 116            |
| Tophit Московский Топ-100 (Нежность (album edit)) | 2              |
| Tophit Общий Топ-100 (Наше лето)                  | 83             |
| Tophit Топ-100 по заявкам (Наше лето).            | 9              |
| Tophit Украинский Топ-100 (Наше лето)             | 29             |
| Tophit Киевский Топ-100 (Наше лето)               | 142            |
| Латвийский Топ-50 (Наше лето)                     | 5              |
| Золотой граммофон                                 | 1              |

| Страна/территория (Чарт)                          | Высшая позиция |
| ------------------------------------------------- | -------------- |
| Tophit Московский Топ-100 (Нежность (album edit)) | 2              |
| Топ-10 RBT (Нежность (album edit))                | 2              |
| Tophit Общий Топ-100 (Наше лето)                  | 96             |

### Годовые чарты
| Страна/территория (Чарт)                          | Высшая позиция |
| ------------------------------------------------- | -------------- |
| Tophit Московский Топ-200 (Нежность (album edit)) | 25             |
| Tophit Общий Топ-200 (рус.) (Наше лето)           | 168            |
| Tophit Топ-200 по заявкам (Наше лето)             | 99             |
| Латвийский Топ-500 (Наше лето)                    | 66             |

## Награды
- 2006 год — «Золотой граммофон»[5].
- 2006 год — диплом «Песни года»[5].
- 2007 год — Премия Муз-ТВ («лучший рингтон»)[27].
- 2015 год — «Золотой граммофон»[28].

## Ремейки других исполнителей
В 2020 году певица Mary Gu выпустила ремейк этой песни.